# Ентође (Мачерата)
Ентође (итал. Entogge) насеље је у Италији у округу Мачерата, региону Марке.
Према процени из 2011. у насељу је живело 29 становника. Насеље се налази на надморској висини од 200 м.